# Clusia radiata
Clusia radiata là một loài thực vật có hoa trong họ Bứa. Loài này được Maguire & Phelps mô tả khoa học đầu tiên năm 1952.